# مهابادرود
مهابادرود یا رودخانۀ مهابادرودخانه‌ای در شهرستان مهاباد در استان آذربایجان غربی ایران است. این رودخانه از داخل شهر مهاباد می‌گذرد و از سه شاخه تشکیل یافته: شاخهٔ بیطاس (از کوه مام‌سواره سرچشمه می‌گیرد و از سمت شرق به سد مهاباد می‌ریزد)، شاخهٔ دهبُکر (از کوه سَرمیرگان سرچشمه می‌گیرد و از سمت غرب به سد مهاباد می‌ریزد) و هم‌چنین شاخهٔ کوتَر یا شاخهٔ اصلی (از کوه ابراهیم‌جلال سرچشمه می‌گیرد و به سد مهاباد می‌ریزد). این رودخانه پس از عبور از روستاهای دارلک، خورخوره، گردیعقوب و داشخانه و نیز آبیاری مزارع و زمین‌های کشاورزی سر راه خود از طریق کانال، به باتلاق‌های جنوب دریاچه ارومیه می‌ریزد. رودخانۀ مهاباد در حال حاضر تنها رودخانه‌ای است که به دریاچه ارومیه متصل است.